# Stan Wawrinka
Stanislas "Stan" Wawrinka (sinh ngày 28 tháng 3 năm 1985 tại Lausanne, Thụy Sĩ) là vận động viên quần vợt chuyên nghiệp người Thụy Sĩ. Thứ hạng cao nhất cho đến nay của anh là số 3 thế giới, được thiết lập vào ngày 27 tháng 1 năm 2014.
Wawrinka đã giành được ba danh hiệu Grand Slam cá nhân: Úc Mở rộng 2014, giải Pháp mở rộng 2015 và Mỹ mở rộng 2016.Trong khuôn khổ các giải ATP Masters 1000, anh đã giành danh hiệu tại Monte Carlo Masters 2014 và vào tới chung kết các giải Rome Masters (2008), Madrid Masters (2013) và Indian Wells (2017).
Anh cùng Roger Federer đã đại diện cho Thuỵ Sĩ giành được huy chương vàng đôi nam tại kỳ Thế vận hội mùa hè năm 2008. Hai người cũng vinh dự giành giải thưởng Swiss Team of the Year cùng năm. Ngoài ra, anh còn thi đấu trong màu áo Thuỵ Sĩ tại Davis Cup từ năm 2004, thành tích cho tới nay của anh tại đấu trường này là 22 trận thắng và thua 24 trận. Anh cùng Marco Chiudinelli đã chơi trong trận đánh đôi dài nhất lịch sử Davis Cup trước đội tuyển Cộng hoà Séc.
Anh là một trong số ít những tay vợt còn đang thi đấu vào tới vòng tứ kết của cả bốn giải Grand Slam. Anh cũng là một trong ba tay vợt (cùng với Tomáš Berdych và Jo-Wilfried Tsonga) giành chiến thắng trước tất cả các tay vợt trong nhóm Big Four (bao gồm Roger Federer, Rafael Nadal, Novak Djokovic và Andy Murray) tại đấu trường Grand Slam.

Wawrinka cho rằng đất nện là mặt sân mà anh ưa thích nhất, nơi anh có thể phát huy hết những cú giao bóng và trái tay sở trường. John McEnroe đã từng nói Wawrinka là một trong những tay vợt sở hữu cú trái uy lực nhất, và đến năm 2009 ông một lần nữa khẳng định anh sở hữu cú trái một tay tuyệt vời nhất lịch sử quần vợt. Trước Pháp mở rộng 2014, anh đã yêu cầu và được phép đổi tên chính thức từ "Stanislas Wawrinka" thành "Stan Wawrinka", nói rằng anh dự định sử dụng tên viết tắt trong các lễ bốc thăm giải đấu và cuộc họp báo.

## Thời niên thiếu
Stan Wawrinka là con trai của ông Wolfram và bà Isabelle Wawrinka. Ông nội của anh đã định cư ở Thụy Sĩ sau khi rời khỏi Tiệp Khắc vào năm 1946. Cha anh, ông Wolfram Wawrinka sau khi kết hôn với bà Isabelle, một nhà giáo dục, đã tiếp quản trang trại cha mẹ để lại, "Ferme du Chateau", gần Lausanne, cạnh lâu đài Saint-Barthélemy. Trang trại giúp đỡ những người thiểu năng trí tuệ, những người bị trầm cảm nghiện ma tuý, nghiện rượu. Đây là nơi Stanislas lớn lên cùng anh trai Jonathan và hai em gái, Djanaée và Naélla. Stanislas học trường Steiner School Rudolf tại Crissier.

## Sự nghiệp quần vợt

### 2003–2007: Thăng tiến và danh hiệu ATP đầu tiên
Wawrinka thi đấu chuyên nghiệp vào năm 2002 ở tuổi 17. Đến cuối năm 2005, anh lơ lửng ngoài top 50. Dimitri Zavialoff là huấn luyện viên của anh từ năm 8 tuổi cho đến tháng 6 năm 2010. Stanislas Wawrinka giành danh hiệu ATP đầu tiên trong sự nghiệp vào tháng 7 năm 2006 tại Croatia Open Umag, sau khi đánh bại Novak Djokovic trong trận chung kết.
Vào tháng 10 năm 2006, Wawrinka đã đạt được thứ hạng 29 thế giới.
Tại Australian Open 2007, Wawrinka vào tới vòng 3 trước khi để thua hạt giống số 2 Rafael Nadal trong hai set trắng. Anh đã phô diễn những cú trái khá ấn tượng, nhưng chừng đó là không đủ để đối phó với lối chơi mạnh mẽ của Nadal.
Sau đó anh đã phải đối mặt với ba tháng khó khăn khi bị rách dây chằng đầu gối phải trong lúc tập luyện cùng với đội tuyển Thuỵ Sĩ để chuẩn bị cho trận đấu với đội tuyển Tây Ban Nha tại Davis Cup vào tháng 2.
Tại French Open 2007, Wawrinka đánh bại hạt giống số 7 Ivan Ljubičić trong 4 set tại vòng 2. Anh cũng khẳng định mình qua những chiến thắng trước Guillermo Cañas và Juan Ignacio Chela để tiến tới trận chung kết Mercedes Cup tại Stuttgart, nơi anh để thua Nadal trong hai set trắng.
Tại US Open 2007, Wawrinka vào tới vòng 4, vòng đấu mà anh chưa từng đặt chân tới trước đây tại một giải Grand Slam, điều đáng chú ý là anh đã đánh bại hạt giống số 25, Marat Safin ba set trắng ngay tại vòng 2. Đến vòng 4, anh để thua trước Juan Ignacio Chela trong 5 set.

### 2008: Huy chương vàng Olympic và top 10 Thế giới
Wawrinka đã lần đầu tiên đặt chân vào top 10 thế giới sau khi vào đến trận chung kết Master's Series 2008 tổ chức tại Rome. Dù đã thắng trong set đầu, chung cuộc anh lại để thua Djokovic trong 3 set.
Tại Thế vận hội Bắc Kinh năm 2008, Wawrinka đánh cặp với Roger Federer ở nội dung đôi nam. Ở bán kết, họ đánh bại cặp song sinh người Mĩ, Bob và Mike Bryan trong hai set trắng, sau đó đánh bại Simon Aspelin và Thomas Johansson của Thụy Điển trong trận chung kết để giành huy chương vàng.
Wawrinka vào tới vòng 4 US Open 2008, nơi anh thất bại trước tay vợt người Anh Andy Murray trong 3 set trắng.

### 2009
Wawrinka thua Rafael Nadal tại vòng 4 giải Sony Ericsson Open 2009 tổ chức tại Key Biscayne. Khởi đầu chậm trong cả hai set nhưng chung cuộc Nadal đã đánh bại Wawrinka trong cả hai loạt tie-break. Trận đấu kéo dài 2 giờ 42 phút.
Tại Monte Carlo Masters 2009, Wawrinka đánh bại số 2 Thế giới Roger Federer trong 2 set trắng, chiến thắng bất ngờ này khiến Nadal và Federer không thể gặp nhau trong trận chung kết thứ 4 liên tiếp tại giải đấu này.
Tại French Open 2009 Wawrinka lần lượt đánh bại Nicolas Devilder trong 5 set và Nicolás Massú trong 3 set trắng. Anh dừng bước ở vòng 3 sau khi thua Nikolay Davydenko trong 4 set.
Tại Wimbledon, anh đánh bại tay vợt 21 tuổi Jesse Levine ở vòng 3, người đã bất ngờ thắng Marat Safin ở vòng 1. Tờ The Sunday Times mô tả màn trình diễn của Wawrinka trong trận đấu này rằng anh "là một tay vợt lạ thường, tài năng bộc lộ rõ nhưng thiếu đi sự mạnh mẽ tương xứng, lại còn khá lóng ngóng trên sân giống như Federer vậy, nhưng với Federer người ta coi đó là lịch thiệp." Sau đó Wawrinka bị Andy Murray khuất phục sau 5 set tại vòng 4. Đây là trận đấu mà mái che mới lần đầu tiên được sử dụng trên sân chính và đây cũng là trận đấu muộn nhất lịch sử Wimbledon, kéo dài đến 22:37 tối.

### 2010: Danh hiệu thứ 2 trong sự nghiệp
Wawrinka khởi đầu mùa giải 2010 bằng việc đặt chân tới trận chung kết Chennai Open, nơi anh để thua Marin Čilić trong cả hai loạt tie-break. Đây là thất bại thứ 5 liên tiếp trong trận chung kết của anh trong hệ thống ATP. Anh vào tới vòng 3 Australian Open 2010, một lần nữa người chiến thắng anh là Čilić. Wawrinka trở lại thi đấu tại Sony Ericsson Open sau khi vợ anh sinh con gái. Anh đánh bại Kevin Anderson, trước khi thua Mikhail Youzhny tại vòng 3. Anh mở màn mùa giải đất nện bằng việc tham gia giải Grand Prix Hassan II tổ chức tại Casablanca. Sau khi được miễn thi đấu vòng 1, tại vòng 2 anh đã đánh bại tay vợt Slovakia Martin Kližan, người đã phải vượt qua vòng loại. Trong trận tứ kết, anh đánh bại Reda El Amrani trong 2 set trắng. Trong trận bán kết, anh đánh bại tay vợt người Italia Potito Starace trong 3 set để tiến tới trận chung kết thứ 2 trong năm. Trong trận chung kết, anh đánh bại tay vợt người Romania Victor Hănescu trong 2 set trắng để giành danh hiệu ATP thứ hai trong sự nghiệp. Với chiến thắng này, anh đã chấm dứt chuỗi năm thất bại liên tiếp trong trận chung kết các giải ATP cùng cơn khát danh hiệu trong suốt ba năm rưỡi.

### 2011: Danh hiệu thứ 3 trong sự nghiệp
Wawrinka bắt đầu năm 2011 bằng những chiến thắng ấn tượng, đánh bại số 6 Thế giới Tomáš Berdych trên đường bảo vệ ngôi vương tại Chennai Open. Trong trận chung kết, Wawrinka đánh bại Xavier Malisse trong 3 set. Anh đặt chân tới tứ kết Australian Open 2011, sau khi đánh bại Andy Roddick trong 3 set để tiến tới trận chung kết toàn Thuỵ Sĩ với đối thủ là Roger Federer, chung cuộc anh thua Federer sau 3 set trắng. Anh trở lại sau thất bại trong hai set đầu tiên để đánh bại Jo-Wilfried Tsonga tại vòng 3 French Open, trước khi một lần nữa bại trận trước Federer. Wawrinka bị Simone Bolelli đánh bại tại vòng 2 Wimbledon và bị Donald Young đánh bại tại US Open cũng tại vòng 2.
Tháng 9 năm 2011, Wawrinka thông báo việc không hợp tác cùng Lundgren nữa. Anh thi đấu mà không có HLV cho đến hết mùa.
Tại giải đấu Swiss Indoors 2011, Wawrinka vào tới vòng bán kết sau khi đánh bại Florian Mayer tại tứ kết. Trong trận bán kết toàn Thuỵ Sĩ, anh để thua trước Roger Federer trong 2 set trắng.

### 2012
Wawrinka bắt đầu mùa giải tại Chennai, nơi anh tiến tới vòng tứ kết trước khi để thua Go Soeda.
Tại Australian Open 2012, anh đặt chân tới vòng 3 sau khi đánh bại Benoît Paire và Marcos Baghdatis, trước khi bị loại bởi Nicolás Almagro.
Tại trận đấu với Mardy Fish trong khuôn khổ Davis Cup diễn ra vào tháng 2, anh thua sau 5 set. Đến cuối tháng 2, anh tham dự giải Buenos Aires và Acapulco, nơi anh vào tới bán kết trước khi để thua lần lượt trước Almagro và Fernando Verdasco.
Tại Monte Carlo, anh đánh bại ba tay vợt Tây Ban Nha, Feliciano López, Pablo Andújar, và Almagro, tiến tới vòng tứ kết trước khi bại trận trước số 2 Thế giới thời điểm đó, Rafael Nadal, người sau cùng trở thành nhà vô địch giải đấu này. Tại nội dung đôi nam, anh đánh cặp với Victor Troicki, họ vào tới tứ kết của giải.
Tại Estoril, anh đặt chân tới bán kết, nhưng sau đó bị Juan Martín del Potro đánh bại.
Wawrinka vào tới vòng 4 French Open sau khi đánh bại Flavio Cipolla, Andújar, và Gilles Simon. Anh bị Jo-Wilfried Tsonga đánh bại ở vòng 4, một lần nữa trở lại sau 2 set thua để đưa trận đấu đến set thứ năm, anh dẫn tới 4–1 trong set quyết định trước khi bị Tsonga đánh bại chung cuộc.
Sau đó Wawrinka có một chuỗi các giải đấu mà anh bị loại ngay từ vòng 1: Wimbledon, Gstaad, và trong kỳ Thế vận hội mùa hè, nơi anh thua trước Andy Murray, người sau đó giành huy chương vàng. Anh là người cầm cờ Thuỵ Sĩ trong suốt buổi diễu hành khai mạc Thế vận hội. Anh lại đánh cặp với Roger Federer tại nội dung đôi nam, nhưng hai người bị loại ngay từ vòng 2.
Anh vào tới vòng bán kết giải đấu thuộc hệ thống Masters 1000 tổ chức tại Cincinnati, trước khi bị đánh bại bởi Federer, người sau đó lên ngôi vô địch. Một lần nữa Wawrinka lại đánh đôi với Jarkko Nieminen, và họ bị loại tại vòng 2 của giải.
Tại US Open, Wawrinka vào tới vòng 4, nhưng buộc phải rút lui trong trận đấu với hạt giống số 2 Novak Djokovic vì lý do sức khoẻ.

### 2013: Bước đột phá
Wawrinka đánh cặp với tay vợt người Pháp Benoît Paire giành danh hiệu đôi nam tại Chennai Open, đối thủ của họ trong trận chung kết là cặp đôi người Đức Andre Begemann và Martin Emmrich.
Tại Australian Open 2013, anh vào tới vòng 4. Anh thua trong trận đấu vất vả mà kịch tính trước Novak Djokovic, kéo dài hơn năm tiếng đồng hồ, cuối cùng thua ở game thứ 22 của set thứ năm. "Chắc chắn trận đấu này sẽ đi vào lịch sử," Djokovic nói, sau chiến thắng trước tay vợt Thuỵ Sĩ. "Một trong những trận đấu dài nhất, thú vị nhất mà tôi từng chơi trong sự nghiệp."
Tại vòng 1 Davis Cup vào ngày 2 tháng 2 năm 2013, anh đã chơi trận đánh đôi kéo dài nhất trong lịch sử. Anh và Marco Chiudinelli bị đánh bại bởi Lukáš Rosol và Tomáš Berdych, đại diện cho đội tuyển Cộng hoà Séc sau 7 tiếng 2 phút, bao gồm 46 game trong set cuối. Đây là trận đấu kéo dài thứ 2 trong khuôn khổ ATP (tính cả nội dung đơn và đô).
Wawrinka vào tới trận chung kết Copa Claro 2013 tổ chức tại Buenos Aires, để thua David Ferrer trong trận chung kết.
Wawrinka giành danh hiệu thứ 4 trong sự nghiệp tại giải Portugal Open, nơi anh đánh bại số 4 Thế giới David Ferrer. Đây là danh hiệu cá nhân đầu tiên của anh kể từ tháng 1 năm 2011.
Tại Madrid, chuỗi thành công của Wawrinka lại tiếp diễn, khi anh đánh bại Jo-Wilfried Tsonga trong 3 set ở tứ kết. Sang đến ngày thi đấu tiếp theo, anh đánh bại Tomáš Berdych, cũng trong 3 set để tiến tới trận chung kết Masters 1000 thứ hai, đối thủ của anh trong trận chung kết là Rafael Nadal. Với thắng lợi này, anh lọt vào top 10 với vị trí thứ 10. Anh để thua 2 set trắng trong trận chung kết.
Lần đầu tiên anh đặt chân tới tứ kết French Open sau khi trở lại sau hai set thua để đánh bại Richard Gasquet tại vòng 4, nhưng sau đó thua trước nhà vô địch 7 lần, Rafael Nadal trong 2 set trắng.
Anh khởi động mùa sân cỏ bằng việc tham gia giải Topshelf Open tại 's-Hertogenbosch và vào tới trận chung kết, nơi anh để thua trước Nicolas Mahut. Tại Wimbledon, anh thua ngay tại vòng 1 trước Lleyton Hewitt.
Tại US Open 2013, Wawrinka lần đầu tiên góp mặt trong một trận bán kết Grand Slam, để thua Novak Djokovic lần nữa trong 5 set. Trước đó anh đã đánh bại tay vợt số 5 Thế giới Tomáš Berdych trong 4 set ở vòng 4, và đánh bại tay vợt số 3 thế giới và cũng là nhà vô địch giải đấu năm ngoái, Andy Murray trong 3 set trắng tại trận tứ kết.
Sau bước đột phá tại Grand Slam, Wawrinka tiếp tục thể hiện sự ổn định của mình bằng việc lọt tới bán kết tại Kuala Lumpur, nơi anh để thua trước Julien Benneteau, và tứ kết ở cả hai giải Masters 1000 sân cứng cuối cùng trong năm, Shanghai và Paris, thua trước Rafael Nadal và Novak Djokovic.
Wawrinka lần đầu trong sự nghiệp tham dự ATP World Tour Finals. Anh gây ảnh hưởng lớn tại giải đấu khi đánh bại Tomas Berdych và David Ferrer ở các trận vòng bảng. Khi anh lần thứ 12 trong sự nghiệp để thua Rafael Nadal trong 2 set trắng, cả hai set đều kết thúc bằng loạt tie-break cân não và thực tế tay vợt Thuỵ Sĩ lẽ ra đã thắng nhiều điểm hơn trong trận đấu này. Wawrinka vào bán kết với tư cách nhì bảng, anh thua Novak Djokovic lần thứ tư trong năm đó.

### 2014: Danh hiệu Australian Open, Masters 1000 và Davis Cup
Wawrinka bắt đầu mùa giải thứ 9 trong khuôn khổ ATP với chiến thắng tại giải Chennai Open tổ chức ở Ấn Độ, lần thứ hai trong sự nghiệp anh vô địch giải này sau khi đánh bại Edouard Roger-Vasselin trong hai set trắng trong trận chung kết.
Tại Australian Open 2014, Wawrinka đánh bại Andrey Golubev and Alejandro Falla trong hai vòng đấu đầu tiên, sau đó giành quyền đi tiếp khi Vasek Pospisil buộc phải rút lui khỏi trận vòng 3, tiếp đó anh thắng 3 set trước Tommy Robredo. Đối thủ của Wawrinka trong trận tứ kết là Novak Djokovic, lần này Wawrinka trong 5 set, tỷ số trong set thứ 5 là 9–7. Thắng lợi này đã chấm dứt chuỗi 14 trận thua liên tiếp trước người đã 3 lần lên ngôi vô địch tại giải Grand Slam này. Sau đó anh chạm trán người lần đầu tiên giành quyền chơi trong trận bán kết Australian Open, Tomas Berdych, thắng chung cuộc sau 4 set đấu nghẹt thở (3 set phải phân định bằng loạt tie-break). Trong trận chung kết sau đó, anh đánh bại tay vợt số 1 Thế giới Rafael Nadal trong 4 set, theo đó khiến Nadal không thể trở thành tay vợt duy nhất còn đang thi đấu giành ít nhất 2 danh hiệu tại mỗi giải Grand Slam. Đây cũng là chiến thắng đầu tiên của anh trước Nadal sau 13 lần chạm trán (anh chưa từng thắng Nadal set nào trong cả 12 lần gặp nhau trước đây), và anh cũng trở thành người đầu tiên kể từ Sergi Bruguera năm 1993 đánh bại cả hai hạt giống hàng đầu trên con đường giành danh hiệu Grand Slam. Đây cũng chỉ mới là lần thứ 2 kể từ năm 2005 một tay vợt ngoài nhóm 'Big Four' (Roger Federer, Rafael Nadal, Novak Djokovic và Andy Murray) giành được một danh hiệu Grand Slam, và là lần đầu tiên kể từ Juan Martin del Potro giành US Open năm 2009. Ngoài ra, Wawrinka còn trở thành tay vợt đầu tiên đánh bại cả Nadal lẫn Djokovic trong khuôn khổ một giải Grand Slam. Anh cũng trở thành tay vợt Thụy Sĩ thứ hai có được danh hiệu Grand Slam sau Roger Federer.
Nhờ việc vô địch Australian Open 2014, lần đầu tiên trong sự nghiệp Wawrinka có mặt trong Top 5, trở thành tay vợt số 3 Thế giới, và trở thành tay vợt Thụy Sĩ đầu tiên trong lịch sử xếp trên Federer.
Thi đấu cho Thụy Sĩ tại vòng 1 giải Davis Cup 2014 đối đầu với đội tuyển Serbia, anh đã đánh bại Dusan Lajovic trong 4 set tại trận thứ hai vòng bảng. Thụy Sĩ giành quyền đi tiếp với tỷ số chung cuộc 3–2 (sau khi dẫn trước 3–0) để đặt chân vào vòng tứ kết Davis Cup lần đầu tiên kể từ 2004.
Sau một tháng nghỉ ngơi, anh tiếp tục thi đấu tại BNP Paribas Open tổ chức tại Indian Wells với tư cách hạt giống số 3. Trong trận mở màn (sau khi được miễn vòng 1), anh vượt qua Ivo Karlovic sau 2 set trắng. Ở vòng 3, anh thắng Andreas Seppi khi đối thủ xin rút lui chỉ sau 2 game đấu. Ở vòng 4, mạch 13 trận thắng liên tiếp từ đầu mùa của anh chấm dứt sau khi anh để thua trước Kevin Anderson.
Tại giải Sony Open tổ chức ở Miami, anh vào tới vòng 4 sau khi đánh bại Daniel Gimeno-Traver và Edouard Roger-Vasselin trước khi để thua trước đối thủ đang vào phom Alexandr Dolgopolov.
Wawrinka trở lại thi đấu cho đội tuyển Thuỵ Sĩ tại Davis Cup trong trận tứ kết đối đầu với Kazakhstan. Ngay trận đầu Wawrinka đã bị đánh bại bởi Andrey Golubev, sau đó (sau khi Federer đánh bại Mikhail Kukushkin cân bằng tỷ số) anh và Federer thua trận đánh đôi trước Golubev và Aleksandr Nedovesov. Tuy nhiên sau đó Wawrinka đã đánh bại Kukushkin và cân bằng tỷ số. Federer thắng trận quyết định đưa Thuỵ Sĩ vào chơi trận bán kết gặp Ý.
Tại giải Monte Carlo Masters, Wawrinka đè bẹp Marin Čilić ngay tại vòng 2, chỉ để thua hai game trong trận. Sau đó anh giành quyền đi tiếp khi đối thủ của anh tại vòng 3, Nicolás Almagro, phải bỏ cuộc sau khi dính chấn thương chân trái. Tại tứ kết, Wawrinka đánh bại Milos Raonic trong 2 set trắng để bảo đảm một vé trong trận bán kết thứ hai tại đây. Wawrinka đánh bại David Ferrer trong trận bán kết để tiến tới trận chung kết Masters đất nện thứ ba. Đây là trận chung kết toàn Thuỵ Sĩ đầu tiên sau 14 năm khi anh chạm trán với người bạn thân Roger Federer. Trong set đầu tiên, Federer bảo toàn break giành được từ sớm và ngăn chặn mọi nỗ lực giành break của Wawrinka. Tuy nhiên Wawrinka lật ngược thế cờ bằng việc đưa set 2 đến loạt tiebreak, sau đó Wawrinka tiếp đà chiến thắng, giành danh hiệu Masters 1000 đầu tiên sau hai lần lỡ hẹn. Nhờ chiến thắng này, Wawrinka dẫn đầu trong cuộc đua tới London. Cho đến thời điểm đó, Wawrinka đã đánh bại cả Djokovic, Nadal lẫn Federer trong mùa, với tỷ số đối đầu lần lượt là 2-15, 0-12 và 1-13. Tuy nhiên, Wawrinka đã không thể giữ vững phong độ trong hai giải đấu tiếp theo, khi để thua Dominic Thiem tại vòng 2 giải Madrid và Tommy Haas tại vòng 3 giải Rome. Wawinka sau đó còn nhận thất bại ngay từ vòng 1 French Open 2014 trước Guillermo García-López.
Cuối tháng đó, Wawrinka tham dự giải AEGON Championships, vượt qua Marcos Baghdatis, Sam Querrey và Marinko Matosevic mà không thua set nào, trước khi để thua tại bán kết trước Grigor Dimitrov, người sau đó lên ngôi vô địch.
Wawrinka được xếp hạt giống số 4 tại Wimbledon nhờ việc kết hợp vị trí trên bảng xếp hạng với phong độ gần đây trên mặt sân cỏ, điều này có nghĩa là Wawrinka - kẻ bại trận tại vòng một cách đây hai năm, được xếp làm hạt giống cao hơn tay vợt số 5 Thế giới Andy Murray và tay vợt số 4 Thế giới Roger Federer khi họ giành danh hiệu trong hai mùa trước. Wawrinka có được thành tích tốt chưa từng có tại giải đấu này khi lần đầu tiên vào tới tứ kết mà chỉ thua 1 set trước đó. Anh chạm trán Roger Federer trong trận tứ kết đầu tiên toàn Thuỵ Sĩ trong lịch sử Wimbledon, thua chung cuộc sau 4 set.
Wawrinka được xếp làm hạt giống số 3 tại US Open sau khi Nadal xin rút lui khỏi giải. Anh đặt chân vào trận tứ kết Grand Slam thứ 5 trong tổng cộng 7 giải, đánh bại Tommy Robredo trong 4 set ở vòng 4 sau khi cứu thành công các set point trong loạt tie-break ở set thứ 3. Cuối cùng anh bị Kei Nishikori đánh bại sau 5 set, người sau đó giành quyền vào chơi trận chung kết.
Wawrinka bị loại từ rất sớm ở ba giải đấu liên tiếp trong tháng 10 năm 2014. Tại giải quần vợt Rakuten Japan Open Championships 2014, anh được xếp làm hạt giống số 1, nhưng ngay vòng đầu đã bị Tatsuma Ito của Nhật Bản dễ dàng đánh bại trong 2 set trắng, tay vợt xếp hạng 103 trong hệ thống ATP. Tuần tiếp theo tại Shanghai Rolex Masters 2014, anh được xếp làm hạt giống số 4 nhưng bị tay vợt không được xếp hạng hạt giống Gilles Simon loại sau 3 set tại vòng 2, sau khi được miễn thi đấu vòng 1. Anh đã sớm có được break trong set 3, nhưng chỉ thắng một trong 5 game đấu còn lại rồi thua chung cuộc. Ở thời điểm đó, Wawrinka xếp thứ 4 còn Simon xếp thứ 29 trên bảng xếp hạng. Tại Basel anh lại thất bại ngay từ vòng 1 trước Mikhail Kukushkin sau 3 set. Tại Paris Masters, Wawrinka thắng trận đầu tiên kể từ US Open trước Dominic Thiem. Tuy nhiên đến vòng tiếp theo anh gục ngã trước Anderson sau 3 set căng thẳng.
Wawrinka khá thành công tại giải ATP World Tour Finals khi đánh bại Tomas Berdych và Marin Cilic. Anh thua Djokovic trong trận vòng bảng nhưng vẫn giành tấm vé vào chơi trận bán kết. Ở bán kết, anh chạm trán đối thủ đồng hương, tay vợt số 2 Thế giới Roger Federer và sau hai tiếng thi đấu, anh có được 4 match point nhưng không tận dụng được lần nào và chung cuộc chịu thua sau 3 set. Sau trận đấu này, có tin cho rằng Federer và Wawrinka đã tranh cãi gay gắt trong 10 phút ở phòng thay đồ sân O2, sau đó ban tổ chức giải phải sắp xếp một phòng riêng để hai người giải quyết mâu thuẫn. Nguồn cơn của vụ lùm xùm này xuất phát từ việc có thông tin cho rằng vợ Federer gọi Wawrinka là 'cậu bé hay khóc nhè'.
Hai người xuất hiện thân thiết như thường sau đó khi đánh cặp trong trận chung kết Davis Cup. Trong trận chung kết đối đầu với đội tuyển Pháp, Wawrinka đã có khởi đầu tốt khi đánh bại Tsonga sau 4 set. Wawrinka sau đó đánh cặp cùng Federer và chiến thắng trận đánh đôi, đưa Thuỵ Sĩ dẫn trước 2–1 trong trận chung kết. Chiến thắng này đã kết thúc chuỗi 5 thất bại liên tiếp của cặp đôi tại nội dung đôi nam và cũng là chiến thắng đầu tiên của họ trên mặt sân đất nện. Wawrinka không thi đấu trận cuối cùng, để Federer ấn định trận đấu khi đánh bại Gasquet trong 3 set trắng để giành danh hiệu Davis Cup đầu tiên cho đội tuyển Thuỵ Sĩ. Với chiến thắng này, Wawrinka trở thành tay vợt đầu tiên kể từ Andre Agassi năm 1992 cùng giành được Grand Slam và Davis Cup trong cùng một mùa.

### 2015: Nhà vô địch French Open
Vào tháng 1 năm 2015, Wawrinka đã lên ngôi vương tại Chennai Open lần thứ ba liên tiếp, đánh bại tay vợt người Slovenia Aljaž Bedene trong trận chung kết sau chiến thắng trước tay vợt số 22 Thế giới David Goffin. Tại Australian Open lại giành quyền chơi trận bán kết sau khi đánh bại Kei Nishikori trong 3 set trắng. Ở bán kết, Wawrinka thua Novak Djokovic sau 5 set, điều này khiến anh không thể bảo vệ được danh hiệu Grand Slam của mình. Sau trận thua này, Wawrinka từ vị trí thứ 4 tụt xuống vị trí thứ 9 Thế giới. Ngày 15 tháng 2 năm 2015, anh đánh bại Tomáš Berdych sau 3 set để giành danh hiệu giải ABN AMRO World 2015. Sau đó anh thi tài tại giải Open 13 tổ chức tại Marseille, nơi anh vào tới tứ kết và để thua trước Sergiy Stakhovsky. Tiếp đó anh tham dự BNP Paribas Open 2015 tổ chức tại Indian Wells, nơi anh bại trận trước Robin Haase ngay ở trận mở màn sau khi được miễn thi đấu vòng 1. Sau đó anh thi đấu tại giải Miami Open ở Miami và để thua 2 set trắng trước Adrian Mannarino ở vòng 3. Mặc dù rất cố gắng để bảo vệ ngôi vương tại Monte-Carlo Masters, Wawrinka lại để thua trước Grigor Dimitrov ngay ở vòng 3. Anh tiếp tục bại trận ngay tại vòng 3 Mutua Madrid Open trước Grigor Dimitrov. Tại Rome Masters, Wawrinka giành quyền vào chơi trận bán kết trước khi bị đối thủ đồng hương Federer dễ dàng đánh bại sau hai set.
Wawrinka tiếp tục tham dự French Open 2015 với tư cách hạt giống số 8. Anh đánh bại Marsel İlhan và Dusan Lajovic trong lần lượt 3 và 4 set, trước khi đánh bại Steve Johnson và Gilles Simon để tiến đến trận tứ kết, nơi anh đánh bại đối thủ đồng hương Roger Federer sau 2 set trắng để lần đầu tiên giành vé vào chơi trận bán kết Roland Garros. Đây cũng là chiến thắng đầu tiên của Wawrinka trước Federer tại một giải Grand Slam. Với việc thắng Jo-Wilfried Tsonga 3–1 trong trận bán kết, lần thứ hai anh có mặt trong trận chung kết Grand Slam, lần này đối thủ của anh là hạt giống số 1 Novak Djokovic. Anh đánh bại Djokovic trong 4 set sau khi mất 1 break ở set 4 và bị dẫn 0–40 ở game tiếp theo. Với chiến thắng này, Wawrinka khẳng định bản thân với danh hiệu Grand Slam thứ hai trong sự nghiệp và cũng khiến Djokovic không thể giành Grand Slam sự nghiệp. Cũng giống như lần vô địch tại Australian Open 2014, Wawrinka được xếp làm hạt giống số 8, lần lượt đánh bại hạt giống số 1 và số 2 tại tứ kết và chung kết, giải quyết trận chung kết trong 4 set và tăng 5 bậc trên bảng xếp hạng ATP, trở lại vị trí thứ 4, vị trí đầu năm anh có được đầu năm. Wawrinka là người đầu tiên giành Roland Garros sau khi thua từ vòng 1 năm trước và cũng là người đầu tiên vô địch cả giải trẻ Grand Slam lẫn giải Grand Slam kể từ thời Mats Wilander năm 1982.Danh hiệu cuối cùng anh giành được trong năm 2015 là tại giải Japan Open khi đánh bại Benoît Paire tại trận chung kết.

### 2016: Nhà vô địch US Open
Mùa giải 2016, Wawrinka bắt đầu mùa giải với danh hiệu tại giải Aircel Chennai Open ở Ấn Độ sau khi đánh bại Borna Ćorić tại trận chung kết. Sau đó anh còn dành thêm các danh hiệu tại các giải quần vợt Dubai Championships khi đánh bại Marcos Baghdatis tại chung kết với tỷ số sau các séc là 6-4, 7-6, giải Geneva Open sau khi đánh bại Marin Cilic tại chung kết và đặc biệt là danh hiệu tại Mỹ mở rộng sau khi đánh bại tay vợt số 1 thế giới Novak Djokovic sau 4 séc với các tỷ số 6–7, 6–4, 7–5, 6–3.

## Phong cách thi đấu
Sở hữu cú trái một tay uy lực nhất trong giới quần vợt, Wawrinka được mô tả là người có những cú đánh tấn công sát vạch cuối sân đáng sợ nhất, có khả năng chơi tốt trên mọi mặt sân, đặc biệt là sân cứng và đất nện. Anh cũng được biết đến là người sở hữu những cú giao bóng rất mạnh, đạt mức 232 km/h. Cú thuận tay của anh, được coi là điểm yếu trong quãng đầu sự nghiệp, đã tiến bộ đáng kể và giờ đây trở thành vũ khí hạng nặng trong lối chơi.
Năm 2013, anh bắt đầu làm việc với HLV mới, ông Magnus Norman. Lần hợp tác này đã đánh dấu sự tiến bộ đáng kinh ngạc của Wawrinka trong những trận đấu lớn, bằng chứng là những chiến thắng của anh trước Andy Murray tại US Open 2013 và Novak Djokovic tại Australian Open 2014 (cả hai đều đang là đương kim vô địch) cũng như sự kiên định được cải thiện đáng kể. Lối chơi lý trí của Wawrinka ngày càng tiến bộ thấy rõ, mà đỉnh cao là chiến thắng trước Rafael Nadal tại Australian Open 2014, trận đấu mà anh đã ngăn chặn những nỗ lực phản công của Nadal để giành lấy danh hiệu Grand Slam danh giá.

## Cuộc sống cá nhân
Cha Wawrinka, Wolfram, là người Đức gốc Séc, dù vậy họ của anh có nguồn gốc từ Ba Lan. Ông nội Wawrinka có gốc gác ở vùng biên giới giữa Ba Lan và Tiệp Khắc cũ. Mẹ Wawrinka, Isabelle, là người Thuỵ Sĩ. Mẹ anh là nông dân, luôn giúp đỡ những người khuyết tật. Anh có một anh trai, Jonathan, là HLV quần vợt, và hai em gái, Djanaée và Naëlla, là học sinh đồng thời là những tay vợt quần vợt. Wawrinka là công dân của cả Thuỵ Sĩ và Đức.
Wawrinka sống tại Saint-Barthélemy, nơi cách Lausanne 20 km về phía Bắc với vợ mình, Ilham Vuilloud, MC kiêm cựu người mẫu Thuỵ Sĩ. Họ kết hôn vào ngày 15 tháng 12 năm 2009. Vuilloud sinh hạ con gái đầu lòng Alexia vào ngày 12 tháng 2 năm 2010. Vào ngày 4 tháng 1 năm 2011, báo chí Thuỵ Sĩ đưa tin, theo lời Vuilloud, Wawrinka quyết định ly thân để tập trung vào sự nghiệp cầm vợt, khi mà anh chỉ còn khoảng 5 năm thi đấu đỉnh cao. Không lâu sau đó hai người tái hợp, nhưng đến ngày 19 tháng 4 năm 2015, Wawrinka đăng trên trang Facebook cá nhân thông báo anh đã ly thân vợ.
Wawrinka có hình xăm trên cẳng tay trái, trên đó là dòng chữ in nghiêng câu nói của nhà văn Ireland Samuel Beckett bằng tiếng Anh: "Ever tried. Ever failed. No matter. Try Again. Fail again. Fail better." Anh còn xăm tên con gái trên tay phải.
Anh là cổ động viên cuồng nhiệt của Lausanne HC, đội khúc côn cầu trên băng quê nhà.

## Quảng cáo thương mại
Các nhà tài trợ cho Wawrinka bao gồm: Visilab, Fromm, Yonex, Subaru, Audi và Audemars Piguet.
Kể từ tháng 1 năm 2012, nhà tài trợ giầy, trang phục thi đấu của Wawrinka là hãng Yonex, ngoài ra anh đang dùng vợt Yonex VCORE Tour G, còn trước đó anh dùng vợt Yonex VCORE Tour 97. Trước đây anh dùng vợt của hãng Head, đầu tiên là Flexpoint Prestige MidPlus và Microgel Prestige pro, sau đó là YOUTEK Prestige Pro MidPlus.
Vào tháng 6 năm 2015, Wawrinka đã ký hợp đồng với hãng quần lót Italia, D.HEDRAL. Anh sẽ bắt đầu chiến dịch quảng cáo cho hãng vào tháng 9 năm 2015. "Tôi rất hào hứng với lần hợp tác này. D.HEDRAL là nhãn hàng mới mẻ và năng động mà từ lâu tôi đã mong muốn có dịp hợp tác. Tôi mong chờ có thể làm điều gì đó khác biệt cho nhãn hàng đầy sáng tạo như D.HEDRAL."

## Các trận chung kết quan trọng

### Chung kết Grand Slam

#### Đơn: 4 (3 danh hiệu,1 á quân)
| Kết quả | Năm  | Giải đấu        | Mặt sân | Đối thủ        | Tỷ số                   |
| ------- | ---- | --------------- | ------- | -------------- | ----------------------- |
| Vô địch | 2014 | Australian Open | Cứng    | Rafael Nadal   | 6–3, 6–2, 3–6, 6–3      |
| Vô địch | 2015 | French Open     | Đất nện | Novak Djokovic | 4–6, 6–4, 6–3, 6–4      |
| Vô địch | 2016 | US Open         | Cứng    | Novak Djokovic | 6–7(1–7), 6–4, 7–5, 6–3 |
| Á quân  | 2017 | French Open     | Đất nện | Rafael Nadal   | 2–6, 3–6, 1–6           |

### Chung kết ATP Masters 1000
Đơn: 3 (1 danh hiệu, 3 á quân)
| Kết quả | Năm  | Giải đấu             | Mặt sân | Đối thủ        | Tỷ số              |
| ------- | ---- | -------------------- | ------- | -------------- | ------------------ |
| Á quân  | 2008 | Rome                 | Đất nện | Novak Djokovic | 6–4, 3–6, 3–6      |
| Á quân  | 2013 | Madrid               | Đất nện | Rafael Nadal   | 2–6, 4–6           |
| Vô địch | 2014 | Monte Carlo          | Đất nện | Roger Federer  | 4–6, 7–6(7–5), 6–2 |
| Á quân  | 2017 | Indian Wells Masters | Cứng    | Roger Federer  | 4–6, 5–7           |

### Chung kết Olympics

#### Đôi: 1 (1 huy chương vàng)
| Kết quả | Năm  | Giải đấu                | Mặt sân | Đồng đội      | Đối thủ                        | Tỷ số                   |
| ------- | ---- | ----------------------- | ------- | ------------- | ------------------------------ | ----------------------- |
| Vàng    | 2008 | Thế vận hội Mùa hè 2008 | Cứng    | Roger Federer | Simon Aspelin Thomas Johansson | 6–3, 6–4, 6–7(4–7), 6–3 |

## Chung kết ATP

### Đơn: 31 (16 danh hiệu, 15 á quân)
| Legend                            |
| --------------------------------- |
| Grand Slam (3–1)                  |
| Summer Olympics (0–0)             |
| ATP World Tour Finals (0–0)       |
| ATP World Tour Masters 1000 (1–3) |
| ATP World Tour 500 Series (3–3)   |
| ATP World Tour 250 Series (9–8)   |

| Mặt sân       |
| ------------- |
| Cứng (9–7)    |
| Đất nện (7–7) |
| Cỏ (0–1)      |

| Kiểu sân           |
| ------------------ |
| Ngoài trời (15–11) |
| Trong nhà (1–4)    |

| Kết quả | Thắng-Thua | Ngày                      | Giải đáu                        | Cấp độ       | Mặt sân  | Đối thủ                | Tỷ số                   |
| ------- | ---------- | ------------------------- | ------------------------------- | ------------ | -------- | ---------------------- | ----------------------- |
| Á quân  | 0–1        | 4 tháng 7 năm 2005        | Swiss Open, Thụy Sĩ             | 250 Series   | Đất nện  | Gastón Gaudio          | 4–6, 4–6                |
| Vô địch | 1–1        | 24 tháng 7 năm 2006       | Croatia Open, Croatia           | 250 Series   | Đất nện  | Novak Djokovic         | 6–6(1–3), chấn thương   |
| Á quân  | 1–2        | 22 tháng 7 năm 2007       | Stuttgart Open, Đức             | 500 Series   | Đất nện  | Rafael Nadal           | 4–6, 5–7                |
| Á quân  | 1–3        | 14 tháng 10 năm 2007      | Vienna Open, Áo                 | 500 Series   | Cứng (i) | Novak Djokovic         | 4–6, 0–6                |
| Á quân  | 1–4        | 5 tháng 1 năm 2008        | Qatar Open, Qatar               | 250 Series   | Cứng     | Andy Murray            | 4–6, 6–4, 2–6           |
| Á quân  | 1–5        | 11 tháng 5 năm 2008       | Italian Open, Ý                 | Masters 1000 | Đất nện  | Novak Djokovic         | 6–4, 3–6, 3–6           |
| Á quân  | 1–6        | 4 tháng 1 năm 2010        | Chennai Open, Ấn Độ             | 250 Series   | Cứng     | Marin Čilić            | 6–7(2–7), 6–7(3–7)      |
| Vô địch | 2–6        | 11 tháng 4 năm 2010       | Casablanca Open, Ma rốc         | 250 Series   | Đất nện  | Victor Hănescu         | 6–2, 6–3                |
| Vô địch | 3–6        | 9 tháng 1 năm 2011        | Chennai Open, Ấn Độ             | 250 Series   | Cứng     | Xavier Malisse         | 7–5, 4–6, 6–1           |
| Á quân  | 3–7        | 24 tháng 2 năm 2013       | Argentina Open, Argentina       | 250 Series   | Đất nện  | David Ferrer           | 4–6, 6–3, 1–6           |
| Vô địch | 4–7        | 5 tháng 5 năm 2013        | Portugal Open, Bồ Đào Nha       | 250 Series   | Đất nện  | David Ferrer           | 6–1, 6–4                |
| Á quân  | 4–8        | 12 tháng 5 năm 2013       | Madrid Open, Tây Ban Nha        | Masters 1000 | Đất nện  | Rafael Nadal           | 2–6, 4–6                |
| Á quân  | 4–9        | 22 tháng 6 năm 2013       | Rosmalen Championships, Hà Lan  | 250 Series   | Cỏ       | Nicolas Mahut          | 3–6, 4–6                |
| Vô địch | 5–9        | 5 tháng 1 năm 2014        | Chennai Open, Ấn Độ (2)         | 250 Series   | Cứng     | Édouard Roger-Vasselin | 7–5, 6–2                |
| Vô địch | 6–9        | 26 tháng 1 năm 2014       | Australian Open, Australia      | Grand Slam   | Cứng     | Rafael Nadal           | 6–3, 6–2, 3–6, 6–3      |
| Vô địch | 7–9        | 20 tháng 4 năm 2014       | Monte-Carlo Masters, Monaco     | Masters 1000 | Đất nện  | Roger Federer          | 4–6, 7–6(7–5), 6–2      |
| Vô địch | 8–9        | 11 tháng 1 năm 2015       | Chennai Open, Ấn Độ (3)         | 250 Series   | Cứng     | Aljaž Bedene           | 6–3, 6–4                |
| Vô địch | 9–9        | 15 tháng 2 năm 2015       | Rotterdam Open, Hà Lan          | 500 Series   | Cứng (i) | Tomáš Berdych          | 4–6, 6–3, 6–4           |
| Vô địch | 10–9       | 7 tháng 6 năm 2015        | French Open, Pháp               | Grand Slam   | Đất nện  | Novak Djokovic         | 4–6, 6–4, 6–3, 6–4      |
| Vô địch | 11–9       | 11 tháng 10 năm 2015      | Japan Open, Nhật Bản            | 500 Series   | Cứng     | Benoît Paire           | 6–2, 6–4                |
| Vô địch | 12–9       | 10 tháng 1 năm 2016       | Chennai Open, Ấn Độ (4)         | 250 Series   | Cứng     | Borna Ćorić            | 6–3, 7–5                |
| Vô địch | 13–9       | 27 tháng 2 năm 2016       | Dubai Championships, Dubai, UAE | 500 Series   | Cứng     | Marcos Baghdatis       | 6–4, 7–6(15–13)         |
| Vô địch | 14–9       | 21 tháng 5 năm 2016       | Geneva Open, Thụy Sĩ            | 250 Series   | Đất nện  | Marin Čilić            | 6–4, 7–6(13–11)         |
| Vô địch | 15–9       | 11 tháng 9 năm 2016       | US Open, Mỹ                     | Grand Slam   | Cứng     | Novak Djokovic         | 6–7(1–7), 6–4, 7–5, 6–3 |
| Á quân  | 15–10      | ngày 25 tháng 9 năm 2016  | St. Petersburg Open, Nga        | 250 Series   | Cứng (i) | Alexander Zverev       | 2–6, 6–3, 5–7           |
| Á quân  | 15–11      | ngày 19 tháng 3 năm 2017  | Indian Wells Masters, Mỹ        | Masters 1000 | Cứng     | Roger Federer          | 4–6, 5–7                |
| Vô địch | 16–11      | ngày 27 tháng 5 năm 2017  | Geneva Open, Thụy Sĩ (2)        | 250 Series   | Đất nện  | Mischa Zverev          | 4–6, 6–3, 6–3           |
| Á quân  | 16–12      | ngày 11 tháng 6 năm 2017  | French Open, Pháp               | Grand Slam   | Đất nện  | Rafael Nadal           | 2–6, 3–6, 1–6           |
| Á quân  | 16–13      | ngày 17 tháng 2 năm 2019  | Rotterdam Open, Hà Lan          | 500 Series   | Cứng (i) | Gaël Monfils           | 3–6, 6–1, 2–6           |
| Á quân  | 16–14      | ngày 20 tháng 10 năm 2019 | European Open Antwerp, Bỉ       | 250 Series   | Cứng (i) | Andy Murray            | 6–3, 4–6, 4–6           |
| Á quân  | 16–15      | ngày 30 tháng 7 năm 2023  | Croatia Open, Croatia           | 250 Series   | Đất nện  | Alexei Popyrin         | 7–6(7–5), 3–6, 4–6      |

### Đôi: 7 (3 danh hiệu, 4 á quân)
| Giải đấu                          |
| --------------------------------- |
| Grand Slam (0–0)                  |
| Summer Olympics (1–0)             |
| ATP World Tour Finals (0–0)       |
| ATP World Tour Masters 1000 (0–1) |
| ATP World Tour 500 Series (0–0)   |
| ATP World Tour 250 Series (2–3)   |

| Mặt sân       |
| ------------- |
| Cứng (2–2)    |
| Đất nện (1–2) |
| Cỏ (0–0)      |
| Thảm (0–0)    |

| Kiểu sân         |
| ---------------- |
| Ngoài trời (3–4) |
| Trong nhà (0–0)  |

| Kết quả | Thắng-Thua | Ngày                     | Giải đấu                                    | Cấp độ       | Mặt sân | Đồng đội             | Đối thủ                            | Tỷ số                   |
| ------- | ---------- | ------------------------ | ------------------------------------------- | ------------ | ------- | -------------------- | ---------------------------------- | ----------------------- |
| Á quân  | 0–1        | ngày 11 tháng 7 năm 2004 | Allianz Suisse Open Gstaad, Gstaad, Thụy Sĩ | 250 Series   | Đất nện | Marc Rosset          | Leander Paes David Rikl            | 4–6, 2–6                |
| Á quân  | 0–2        | ngày 7 tháng 7 năm 2008  | Allianz Suisse Open Gstaad, Gstaad, Thụy Sĩ | 250 Series   | Đất nện | Stéphane Bohli       | Jaroslav Levinský Filip Polášek    | 6–3, 2–6, [9–11]        |
| Vô địch | 1–2        | ngày 16 tháng 8 năm 2008 | Summer Olympics, Beijing, Trung Quốc        | Olympics     | Cứng    | Roger Federer        | Simon Aspelin Thomas Johansson     | 6–3, 6–4, 6–7(4–7), 6–3 |
| Á quân  | 1–3        | ngày 11 tháng 1 năm 2009 | Chennai Open, Chennai, Ấn Độ                | 250 Series   | Cứng    | Jean-Claude Scherrer | Eric Butorac Rajeev Ram            | 3–6, 4–6                |
| Á quân  | 1–4        | ngày 19 tháng 3 năm 2011 | Indian Wells Masters, Indian Wells, Mỹ      | Masters 1000 | Cứng    | Roger Federer        | Alexandr Dolgopolov Xavier Malisse | 4–6, 7–6(7–5), [7–10]   |
| Vô địch | 2–4        | ngày 6 tháng 1 năm 2013  | Chennai Open, Chennai, Ấn Độ                | 250 Series   | Cứng    | Benoît Paire         | Andre Begemann Martin Emmrich      | 6–2, 6–1                |
| Vô địch | 3–4        | ngày 23 tháng 7 năm 2023 | Swiss Open Gstaad, Thụy Sĩ                  | 250 Series   | Đất nện | Dominic Stricker     | Marcelo Demoliner Matwé Middelkoop | 7–6(10–8), 6–2          |

### Đội tuyển Davis Cup: 1 (1–0)
| Kết quả | Thứ tự | Ngày                    | Giải đấu                 | Mặt sân     | Đồng đội                                       | Đối thủ                                                          | Tỷ số |
| ------- | ------ | ----------------------- | ------------------------ | ----------- | ---------------------------------------------- | ---------------------------------------------------------------- | ----- |
| Vô địch | 2.     | 21–23 tháng 11 năm 2014 | Davis Cup, Lille, France | Đất nện (i) | Roger Federer Marco Chiudinelli Michael Lammer | Jo-Wilfried Tsonga Gaël Monfils Julien Benneteau Richard Gasquet | 3–1   |